# نادي سيلاماي كالف
نادي سيلاماي كالف لكرة القدم (Jalgpalliklubi Sillamäe Kalev) هو نادي كرة قدم إستوني، تأسس سنة 1957.